# Ann Zacharias
Ann Zacharias (* 19. září 1956 Stockholm) je švédská herečka. V letech 1971–1988 vystoupila celkem v patnácti filmech a televizních pořadech. Je matkou švédské herečky Saschi Zacharias.

## Vybraná filmografie
- The Last Adventure (1974)
- Křidýlko nebo stehýnko (1976)
- Néa (aka A Young Emmanuelle) (1976)
- At Night All Cats Are Crazy (1977)